# Wayne Wang
Wayne Wang (født 12. januar 1949) er en kinesisk-amerikansk filminstruktør.
Han vandt Bodilprisen for bedste amerikanske film for Smoke i 1996.

## Udvalgte film
- Chan is Missing (1982)
- The Joy Luck Club (fra en Amy Tan-roman, 1993)
- Smoke (1995)